# Xylophanes germen
Espèce
Xylophanes germen est une espèce de lépidoptères de la famille des Sphingidae, de la sous-famille des Macroglossinae, tribu des Macroglossini, sous-tribu des Choerocampina.

## Description
L'envergure est 72-85 mm. Les ailes antérieures ont une marge extérieure crénelée. L’éperon externe de milieu du tibia beaucoup plus longtemps que l’intérieure. La couleur de fond de la face dorsale des ailes antérieures est vert olive-gris. Les lignes transversales sont indistinctes, la basale et deux lignes anté-médianes sont incurvées vers l'extérieur de la marge intérieure, puis de nouveau vers le rebord costal. Les trois bandes post-médianes courent transversalement le long de l'aile. A distance il peut y avoir une tache plus pâle plus ou moins développée et une tache orange-brun.

## Biologie
Les chenilles se nourrissent sur Psychotria panamensis, Psychotria chiapensis, Psychotria psychotriifolia, Psychotria nervosa et sur le genre Garrobo.

## Distribution
Ce papillon vit au Mexique, au Costa Rica, au Guatemala, et également au Venezuela et en Bolivie.

## Systématique
- L'espèce Xylophanes germen  a été décrite par l'entomologiste américain William Schaus en 1890, sous le nom initial de Calliomma germen.
- La localité type est Coatepec, Mexique.

### Synonymie
- Calliomma germen Schaus, 1890 Protonyme
- Xylophanes germen brevis Clark, 1922

### Taxinonmie
liste des sous-espèces
- Xylophanes germen germne (Mexique, Costa Rica, Guatemala)
- Xylophanes germen yurakano Lichy, 1945 (Du Venezuela à la Bolivie)

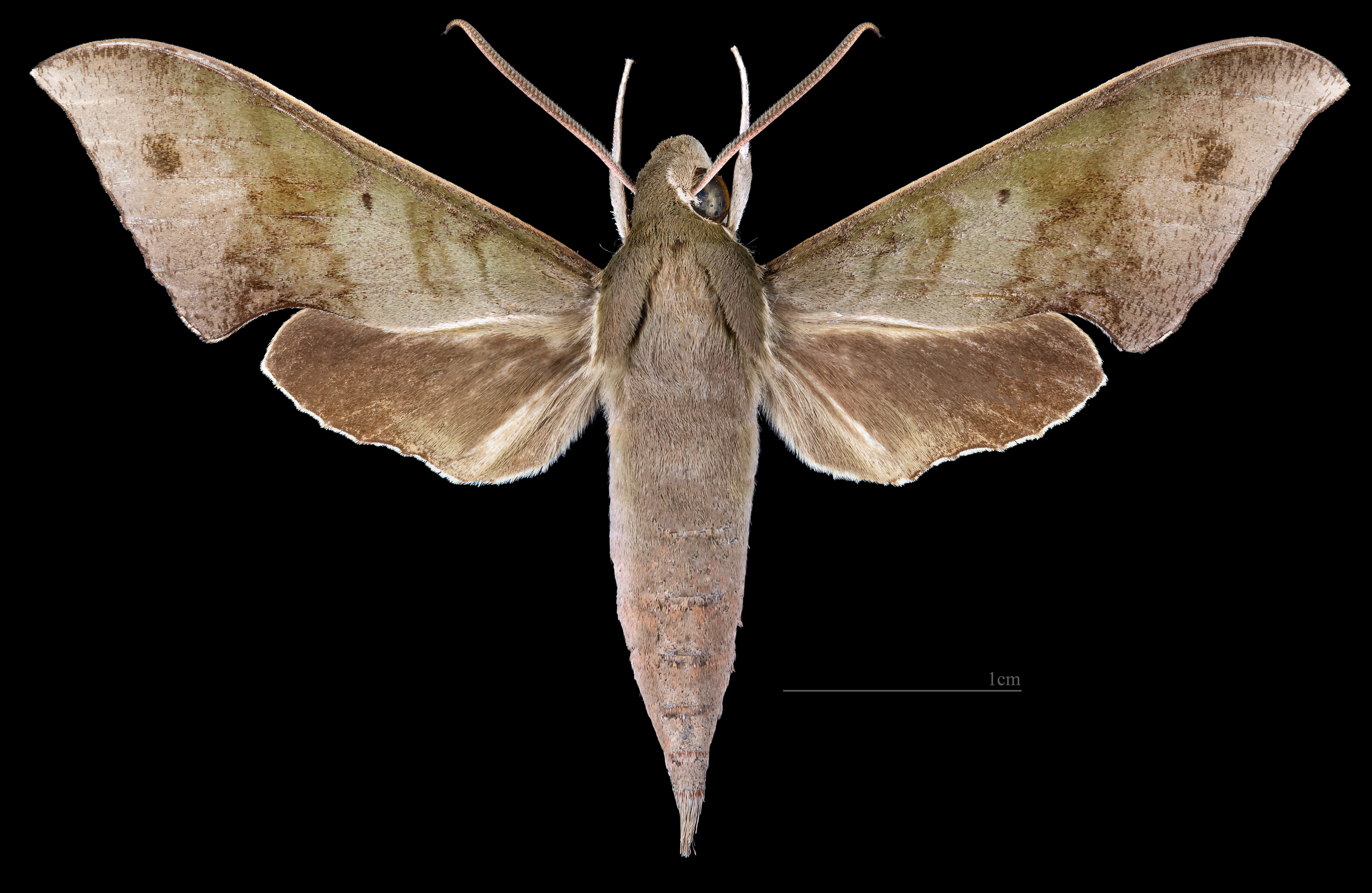
Xylophanes germen yurakano Avers du mâle
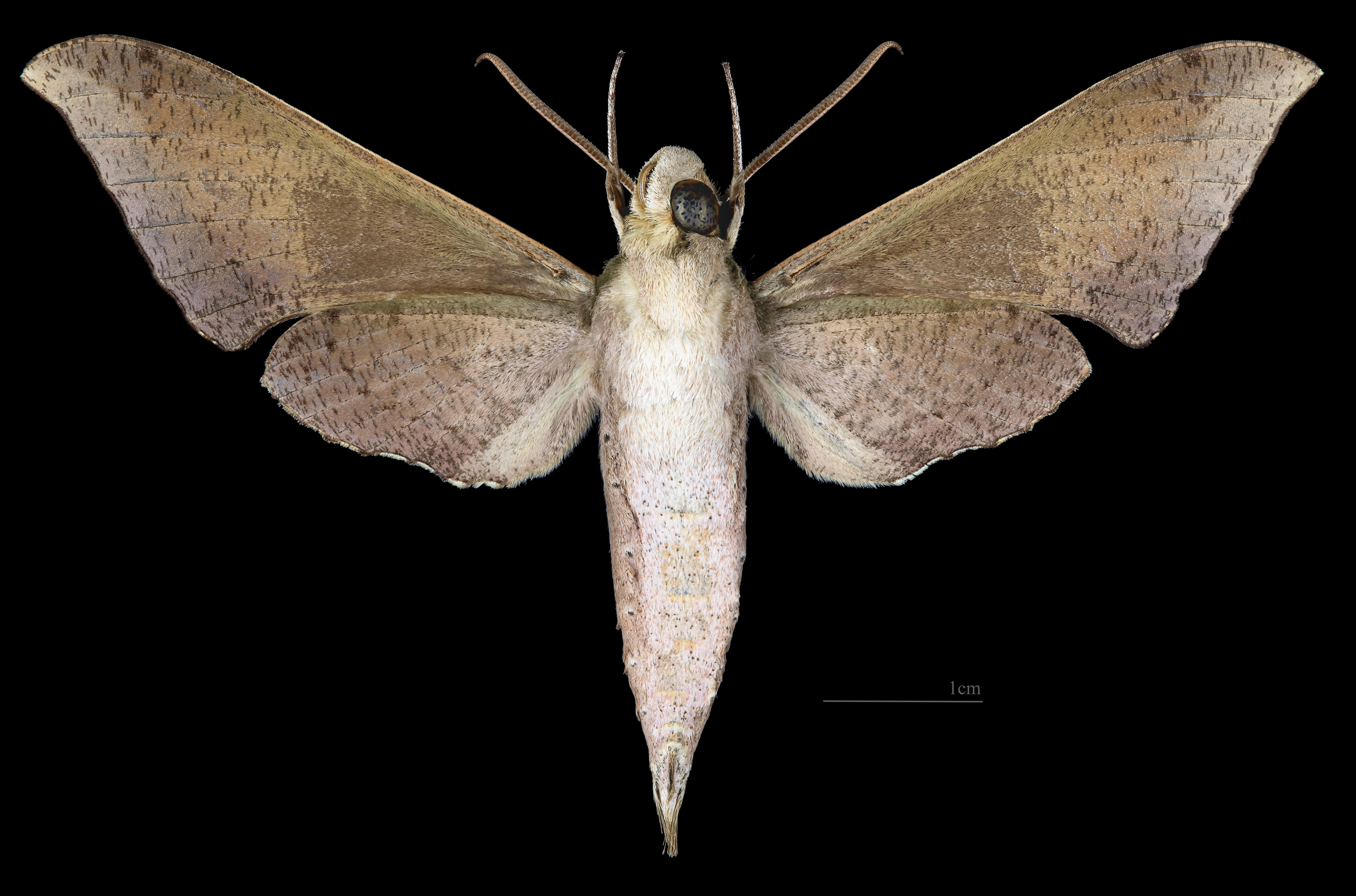
Xylophanes germen yurakano Revers du mâle